# Kerk van Herstedøster
De Kerk van Herstedøster (Deens: Herstedøster Kirke) is een kerkgebouw in de noordelijke buitenwijken van Albertslund, Denemarken.

## Geschiedenis en beschrijving
Wanneer de kerk exact werd gebouwd is onbekend, echter twee fresco's in de kerk worden gedateerd op 1175. Het oudste deel van de kerk dat van graniet in romaanse stijl werd gebouwd, is het schip. Het heeft een balkenplafond en naar het koor toe een fraaie triomfboog, die wordt geflankeerd door twee nissen. De massieve toren en het voorportaal hebben een laatgotische oorsprong en werden gebouwd van bakstenen. Nog later werd het koor gebouwd, dat dateert uit de jaren 1800.
In het kader van de grondige restauratie in 1994 onder leiding van Alan Havsteen-Mikkelsen kreeg de kerk een nieuw altaar en altaarhek. Het oude altaarstuk van J.L.Lund uit 1838 werd verwijderd en vervangen door een glasmozaïek van  Sven Havsteen-Mikkelsen in het oostelijke raam. Tegenwoordig hangt het oude altaarstuk, dat de aanbidding van het Kind Jezus door de herders voorstelt, aan de muur bij het orgel.
In de middeleeuwen was het kerkgebouw gewijd aan de heilige Nicolaas van Myra.

## Brand van 2009
In februari 2009 werd de kerk door een brand getroffen. Gelukkig werd de brand ontdekt voordat het gebouw en het interieur volledig werden verwoest, maar men kon niet verhinderen dat het orgel verloren ging en het interieur met een dikke laag zwarte roet werd bedekt. De heropening van de kerk met een nieuw orgel met 17 registers van de orgelbouwer Carsten Lund vond plaats in september 2010. De fresco's in de koorboog en de flankerende nissen werden in 2011 gerestaureerd door restaurateurs van het Nationaal Museum.